# こぶし咲く春
ミュージカル・プレイ『こぶし咲く春』（こぶしさくはる）は宝塚歌劇団の舞台作品。10場。
星組公演。併演作品は『ラブ・コネクション』。

## 公演期間と公演場所
- 1983年1月1日 - 2月8日[1]（新人公演：1月28日[2]）　宝塚大劇場
- （東京宝塚劇場公演なし）

## 概要
※『宝塚歌劇100年史（舞台編）』の宝塚大劇場公演のページを参照
船頭の佐太郎が若君に変身し、お家乗っ取りを企て、一味相手に活動するという娯楽作品。
江戸の山谷堀の船宿の息子・佐太郎の許を、越後秋月藩の近習頭安原又三郎らが訪ねてきた。二十年前の大火の時、御殿女中風の女から船宿の主に預けられたという佐太郎の身の上話を聞き、佐太郎こそ世継ぎの鶴千代君に間違いないと判断される。人助けのためならと又四郎の申し出を受けた佐太郎は秋月城に向かい、恋人のお園も彼の後を追う。

## スタッフ
- 作・演出：大関弘政
- 音楽（作曲・編曲）：中元清純
- 音楽指揮：野村陽児
- 振付：花柳錦之輔
- 装置：石浜日出雄、関谷敏昭
- 衣装：静間潮太郎、中川菊枝
- 照明：今井直次
- 音響：松永浩志
- 小道具：上田特市
- 効果：川ノ上智洋
- 演出助手：小池修一郎
- 制作：久国高
- 演奏 宝塚管弦楽団
- 企画・制作 宝塚歌劇団
- 衣装生地提供 クラレ

## 主な配役
※「（）」の人物は新人公演・配役
- 佐太郎 瀬戸内美八（紫苑ゆう）[2] 船宿「船定」の主人定吉の息子、船頭
- 安原又四郎 峰さを理 秋月藩近習番頭
- お園 姿晴香（花愛望都）[2]海産問屋の娘、佐太郎の恋人
- 萩秋篠美帆 秋月藩国家老神尾織部の娘、又四郎の恋人
- 小出兵庫 山城はるか 秋月藩馬廻り
- 信春 但馬久美 秋月城主
- 志乃 睦千賀 （専科）乳母
- 定吉葉山三千子「船定」の主人
- 神尾織部 葉山三千子 秋月藩国家老
- おひろ 鈴鹿照子 （専科）定吉の女房
- 剣持大膳大夫 洋ゆり 秋月藩江戸家老
- はつ 藤京子
- 梶 藤京子
- 五十嵐屋新兵衛 寿美夏子
- 須貝 寿美夏子
- 水野清六 隼れん
- 大山弥三郎 萬あきら
- 杉野香苗 桐生のぼる
- 庄屋 未央一
- 金子一平 克美仁
- 竹村与市 孝まりお
- 佐野誠一郎 高瀬美亜
- 桜井岩之助 紫苑ゆう
- お紋 紫城いずみ
- おぶん湖条れいか

船頭
- 小三郎 未央一
- 金次郎 吹雪仁美
- 鉄五郎 夏美よう
- 弥助 綾羽絽美
- 勘右衛門 初城いづる
- 長九郎 八世路るか
- 安兵衛 鞠村奈緒
- 船頭 早瀬わたる
- 馬子 鯉のぼる（一樹千尋)

主な出演者
愛田まち・白道れい奈・貴久香・花愛望都・洲悠花・千珠晄・燁明・毬藻えり・泉つかさ・英真なおき

## 主な楽曲
- こぶし咲く春
- いやな感じだ
- 宴
- 俺が鶴千代君
- 佐太郎舟唄
- 山谷の佐太郎
- 道中
- 初春
- 許されぬ恋

（作詞：大関弘政 作曲：中元清純）
主な放送
- こぶし咲く春（’83年星組・宝塚）タカラヅカスカイステージ